# Jeff Van Gundy
Jeff Van Gundy (nasqué el 19 de gener de 1962 a Hemet, Califòrnia) és un entrenador estatunidenc de bàsquet, més recentment amb els Houston Rockets a l'NBA fins a la temporada 2006-07. Van Gundy va començar jugant a l'Institut Menlo però finalment es va graduar a l'Institut de Nazareth (1985) després va formar part de l'equip de bàsquet de la Universitat Yale.